# Patellifolia
Patellifolia ist eine Pflanzengattung in der Unterfamilie Betoideae innerhalb der Familie der Fuchsschwanzgewächse (Amaranthaceae). Sie ist im westlichen Mittelmeerraum und Makaronesien verbreitet, mit einigen isolierten Vorkommen in Nordafrika und am Horn von Afrika. Sie ist mit den Rüben verwandt und daher von Interesse für die Pflanzenzüchtung der Kulturrüben.

## Beschreibung

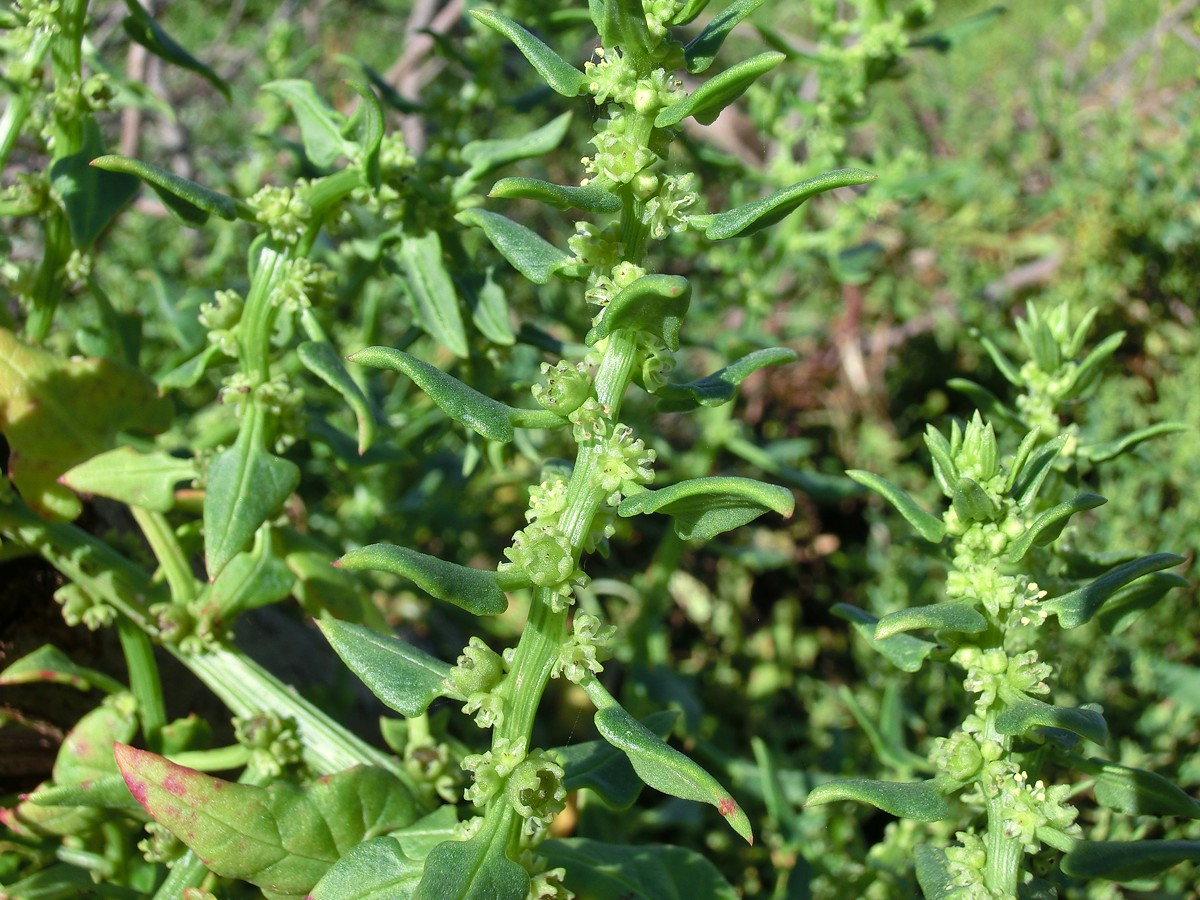
Blütenstand von Patellifolia procumbens

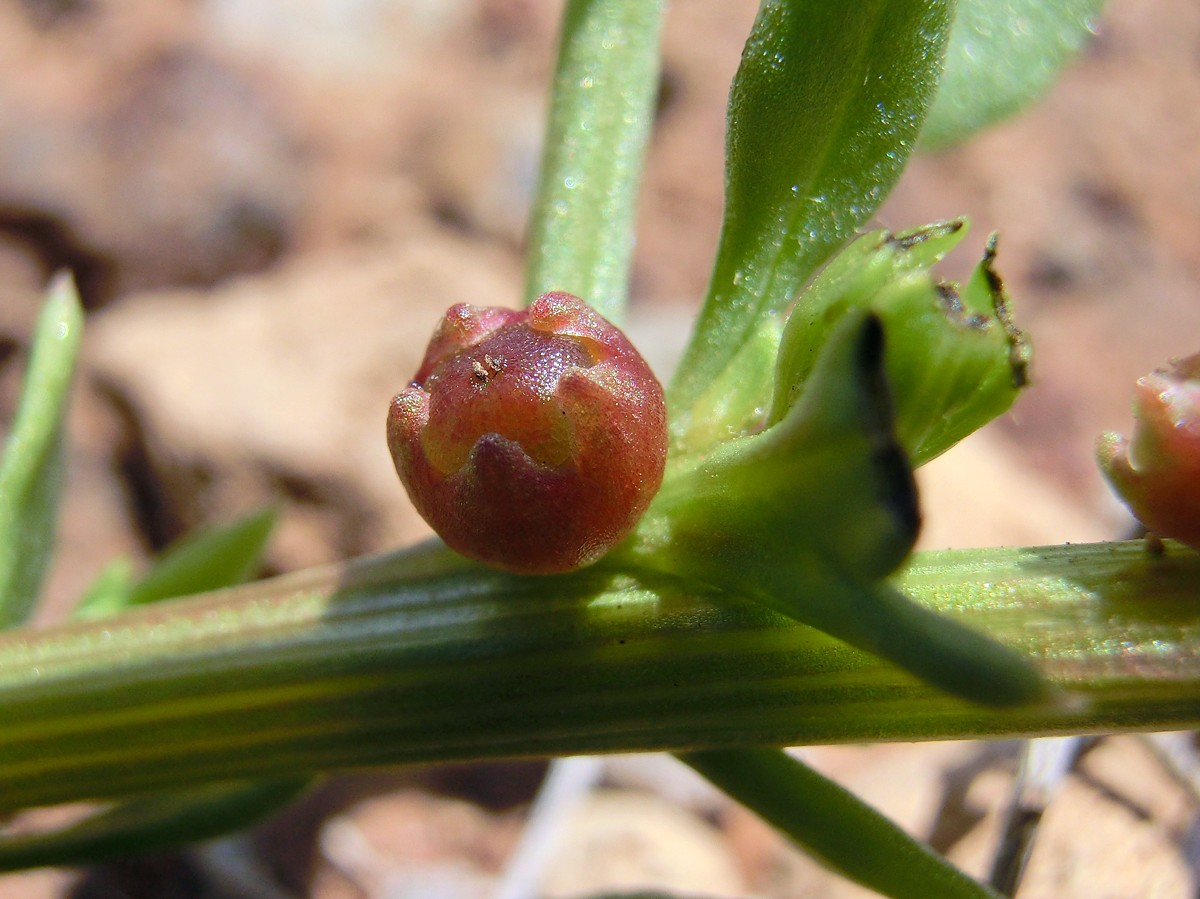
Frucht von Patellifolia patellaris

### Erscheinungsbild und Blätter
Patellifolia-Arten wachsen als einjährige oder ausdauernde krautige Pflanzen. Die Stängel sind oft niederliegend oder aufrecht. Die wechselständig angeordneten Laubblätter sind in Blattstiel und Blattspreite gegliedert. Die einfache Blattspreite ist herzförmig oder spießförmig.

### Blütenstände und Blüten
Der Blütenstand enthält zahlreiche Knäuel von je ein bis drei Blüten, welche in den Achseln von blattartigen Tragblättern sitzen. Die Blüten sind zwittrig und nicht mit den benachbarten Blüten verwachsen. Ihre Blütenhülle besteht aus fünf krautigen, leicht gekielten Tepalen, die unten verwachsen sind. Es sind fünf Staubblätter vorhanden, sie stehen vor den Tepalen, ihre Staubfäden sind an der Basis zu einem Diskus verbunden. Der Fruchtknoten ist halb-unterständig und trägt zwei Narben.

### Früchte und Samen
Zur Fruchtzeit ist der Fruchtknoten etwas in die sich vergrößernde Basis der Blütenhülle eingesenkt. Die Tepalenzipfel verändern sich nicht und sind der Frucht angedrückt. Die einzelnen Früchte sind fast kugelige Kapseln, die zur Reifezeit abfallen und sich mit einem runden Deckel öffnen. Der Same steht hochkant und enthält einen ringförmigen Embryo und reichlich Nährgewebe.

## Vorkommen
Das Verbreitungsgebiet von Patellifolia umfasst hauptsächlich den westlichen Mittelmeerraum (Spanien, Marokko) und die Inseln von  Makaronesien (Madeira, Kanarische Inseln, Kapverdische Inseln). Einige isolierte Vorkommen gibt es in Nordafrika (Ahaggar, Tassili n'Ajjer, Libyen), und am Horn von Afrika (Sokotra, Somalia).
In ihrem Hauptverbreitungsgebiet sowie in Sokotra besiedeln Patellifolia-Arten meist küstennahe Lebensräume in Höhenlagen bis etwa 200 Metern. In den Gebirgen Nordafrikas findet man sie jedoch in größeren Höhenlagen von bis zu 2000 Metern, auch in Somalia wurden sie in Höhenlagen bei 1150 Metern gefunden.

## Systematik

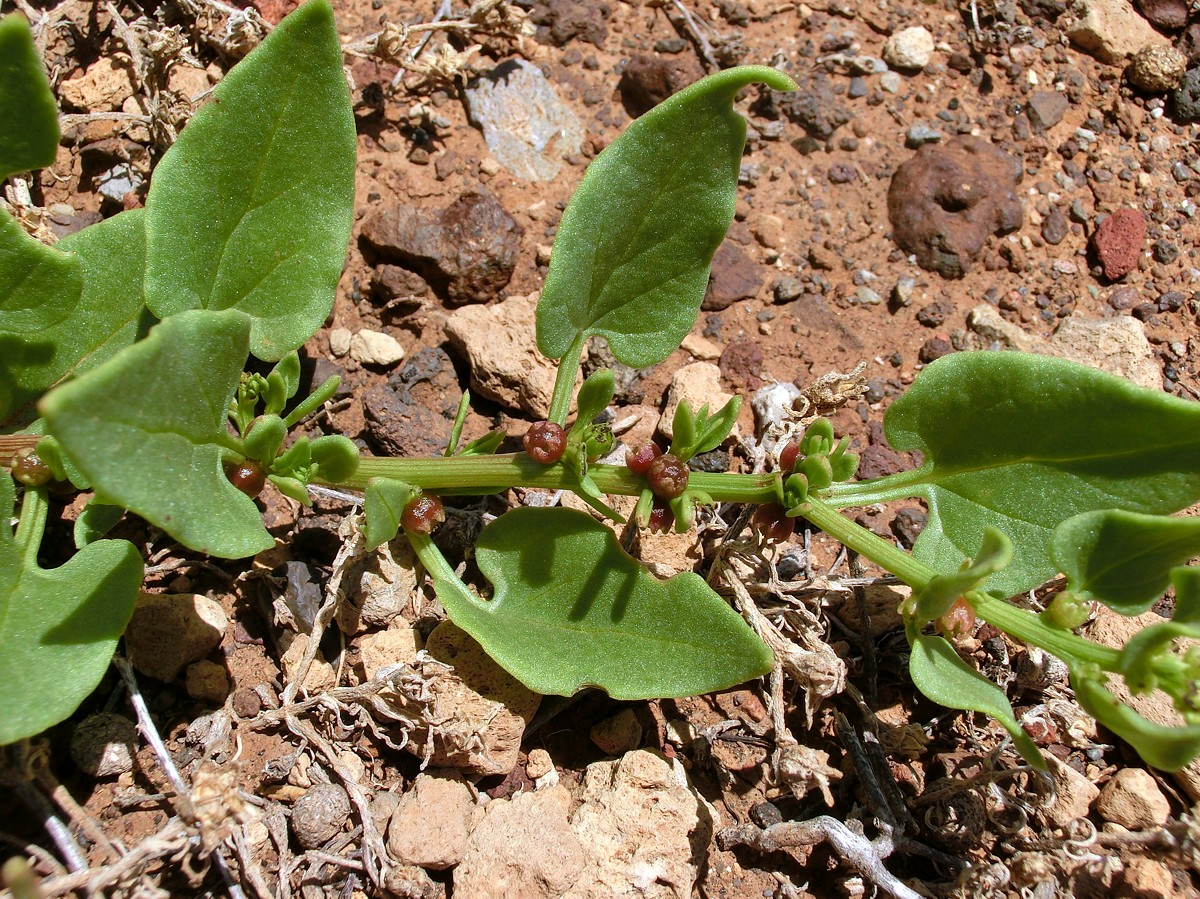
Patellifolia patellaris

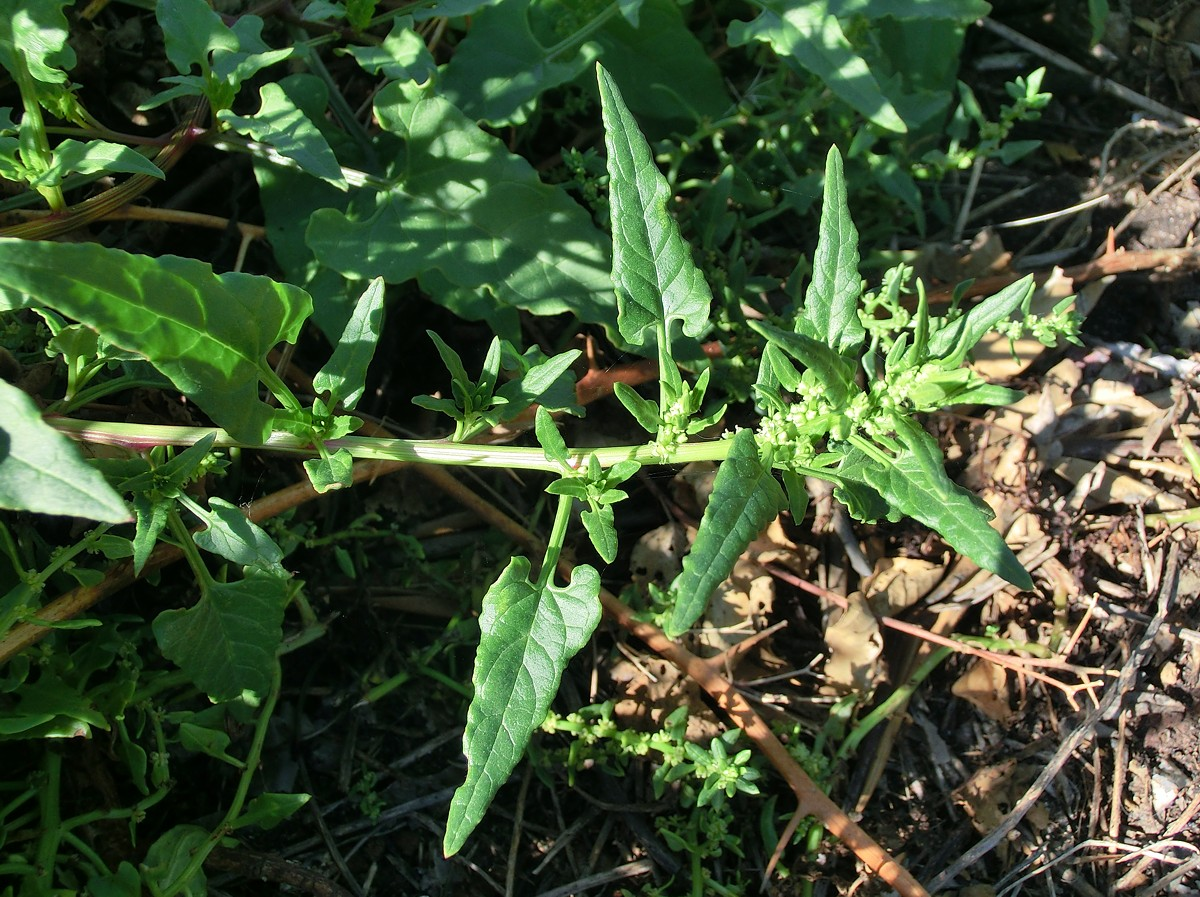
Patellifolia procumbens

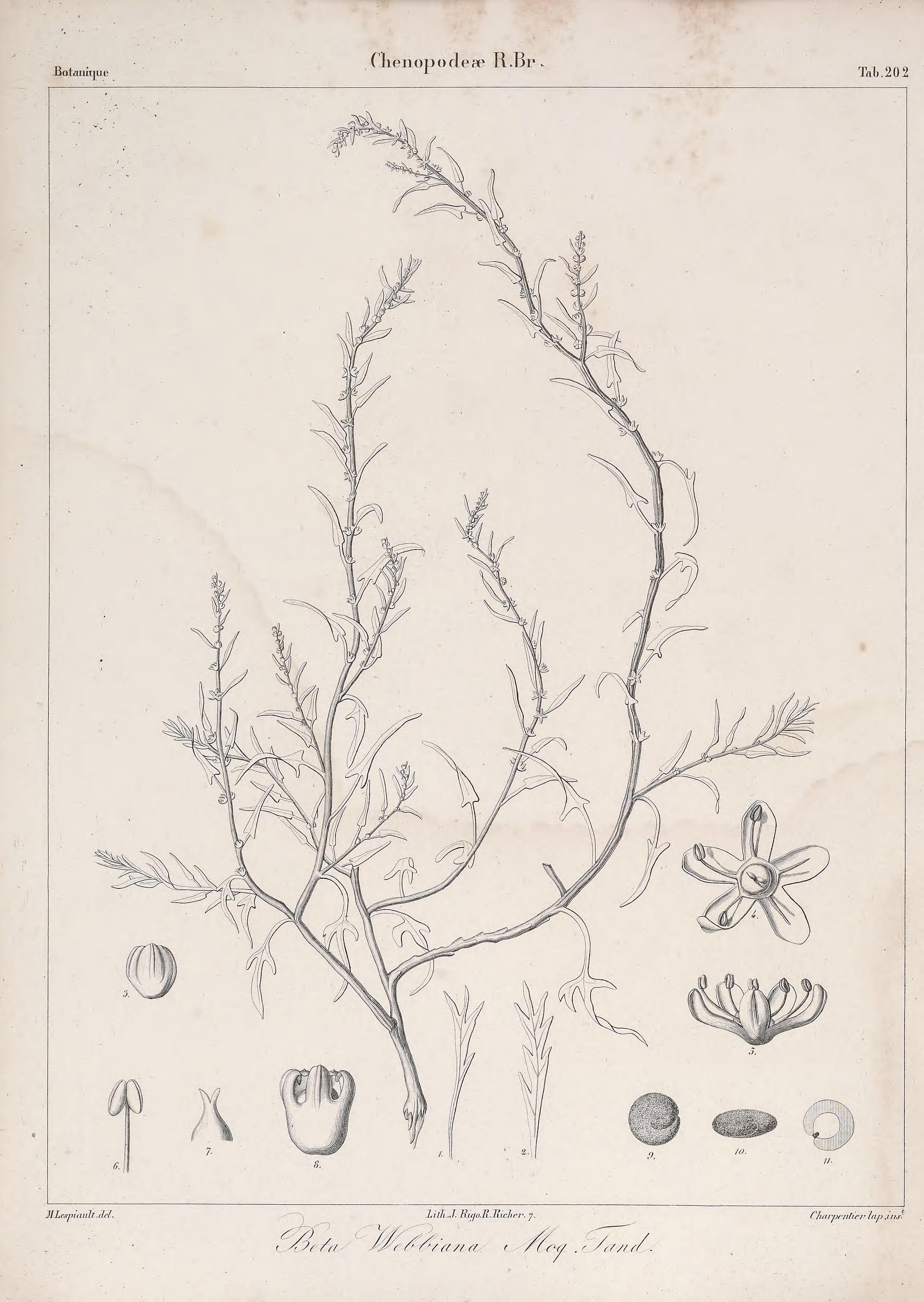
Patellifolia webbiana, Illustration

Die Pflanzenarten, die zu Patellifolia zählen, wurden erstmals 1927 von Woldemar Tranzschel als ein rangloses Taxon Patellares innerhalb der Gattung Beta zusammengefasst. Oskar Eberhard Ulbrich gruppierte sie 1934 in eine eigene Sektion Beta sect. Procumbentes. Die Gattung Patellifolia wurde 1977 von Andrew John Scott, Brian V. Ford-Lloyd und J. Trevor Williams aufgestellt, mit der Typusart Patellifolia webbiana. Damit ersetzten die Autoren den ungültigen Namen Patellaria J.T.Williams, A.J.Scott & Ford-Lloyd, den sie ein Jahr zuvor ausgewählt hatten. Dieser Name war jedoch illegitim, denn er war bereits seit 1789 für Patellaria Hoffmann (eine Gattung von Flechten) vergeben.
Von manchen Autoren wurde Patellifolia nicht als eigene Gattung anerkannt, sie verwendeten weiterhin den Namen Beta sect. Procumbentes. Molekulargenetische Studien von Kadereit et al. (2006) und Romeiras et al. (2016) wiesen jedoch tiefgreifende genetische Unterschiede zwischen Beta und Patellifolia nach und bestätigten den Rang als eine eigene Gattung.
Zur Gattung Patellifolia gehören ein bis drei Arten:
- Patellifolia patellaris (Moq.) A.J.Scott & al. (Syn.: Beta patellaris Moq.), in trockenen Lebensräumen an Küsten oder auf Felsen, weit verbreitet in Makaronesien (Kanarische Inseln, Madeira, Kap Verde) und im westlichen Mittelmeerraum (Spanien, Balearen, Marokko, Sizilien), Nordafrika,[7] bis zum Horn von Afrika.[3]
- Patellifolia procumbens (Chr.Sm.) A.J.Scott & al. (Syn.: Beta procumbens Chr. Sm.), in trockenen Lebensräumen an Küsten von Makaronesien (Kanarische Inseln, Madeira, Kap Verde).[7]
- Patellifolia webbiana (Moq.) A.J.Scott & al. (Syn.: Beta webbiana Moq.), endemisch auf Gran Canaria, in stickstoffreichen Ruderalstellen,[7] laut IUCN „Critically Endangered“ = „vom Aussterben bedroht“.[8]

Einige Autoren äußerten Zweifel daran, dass Patellifolia procumbens und Patellifolia webbiana getrennte Arten seien. Die Bestimmung der drei Arten ist schwierig und manche Merkmale, die bislang zur Artabgrenzung genutzt wurden, erwiesen sich als unzuverlässig. Daher schlugen Thulin et al. (2010) vor, alle drei Arten in einer einzigen, sehr variablen Art Patellifoia procumbens zusammenzufassen. Diesem Vorschlag wird beispielsweise in der Euro+Med Plant Base gefolgt.
Patellifolia patellaris ließ sich jedoch nicht mit den anderen beiden Arten kreuzen, was für den Rang einer eigenen Art spricht, während Patellifolia procumbens und Patellifolia webbiana sich miteinander hybridisieren ließen. Die Arten auf den Inseln sind erst vor relativ kurzer Zeit entstanden und haben sich durch ihre Isolierung nur wenig differenziert. Daher besitzen sie auch nur schwache genetische Barrieren gegenüber einer Hybridisierung.

## Evolution
Patellifolia scheint nach phylogenetischen Untersuchungen eine relativ alte Gattung zu sein. Die Trennung von ihrer Schwestergattung Rüben (Beta) fand vermutlich schon früh im Späten Oligozän statt. Dagegen sind die Arten vergleichsweise jung, sie entwickelten sich erst im späten Pliozän oder im frühen Quartär. Das heutige Verbreitungsgebiet mit seinen isolierten Vorkommen spricht dafür, dass Patellifolia einst ein weit verbreitetes Taxon war, dessen Wuchsorte jedoch später getrennt wurden und das in vielen Regionen ausgestorben ist.

## Bedeutung für die Pflanzenzüchtung
Patellifolia ist verwandt mit der wirtschaftlich bedeutenden Rübe (Beta vulgaris subsp. vulgaris, mit den Kultivargruppen Zuckerrübe, Rote Bete, Mangold, Futterrübe). Daher ist Patellifolia als Crop wild relative und potentieller Genspender von großem Interesse für die Resistenzzüchtung der Kulturrüben. Die Pflanzen sind resistent gegen einige der schlimmsten Schädlinge und Krankheiten der Zuckerrübe, wie Cercospora-Blattflecken (verursacht durch Cercospora beticola), Curly Top Virus, Rhizomania-Virus und Mehltaupilze (Erysiphe polygoni). Alle drei Arten erwiesen sich als hoch resistent gegen Rübenzystennematoden (Heterodera schachtii), wobei die Resistenz unterschiedlich stark ist. Während Patellifolia patellaris nicht komplett immun dagegen ist, konnten sich die Rübenälchen in den anderen beiden Arten nie bis zur Reife entwickeln.